# Prokhor
Prokhor de Gorodets (Прохор, Прохор с Городца em Russo) foi um pintor medieval russo de ícones, possivelmente o professor de Andrei Rublev.
Junto com Rublev e Teofanes o Grego, Prokhor pintou vários afrescos na velha Catedral da Anunciação no Kremlin em 1405 (a catedral foi reconstruída em 1416). Historiadores russos atribuem um número de ícones dessa catedral a Prokhor, incluindo as obras na iconóstase da igreja.

## Galeria

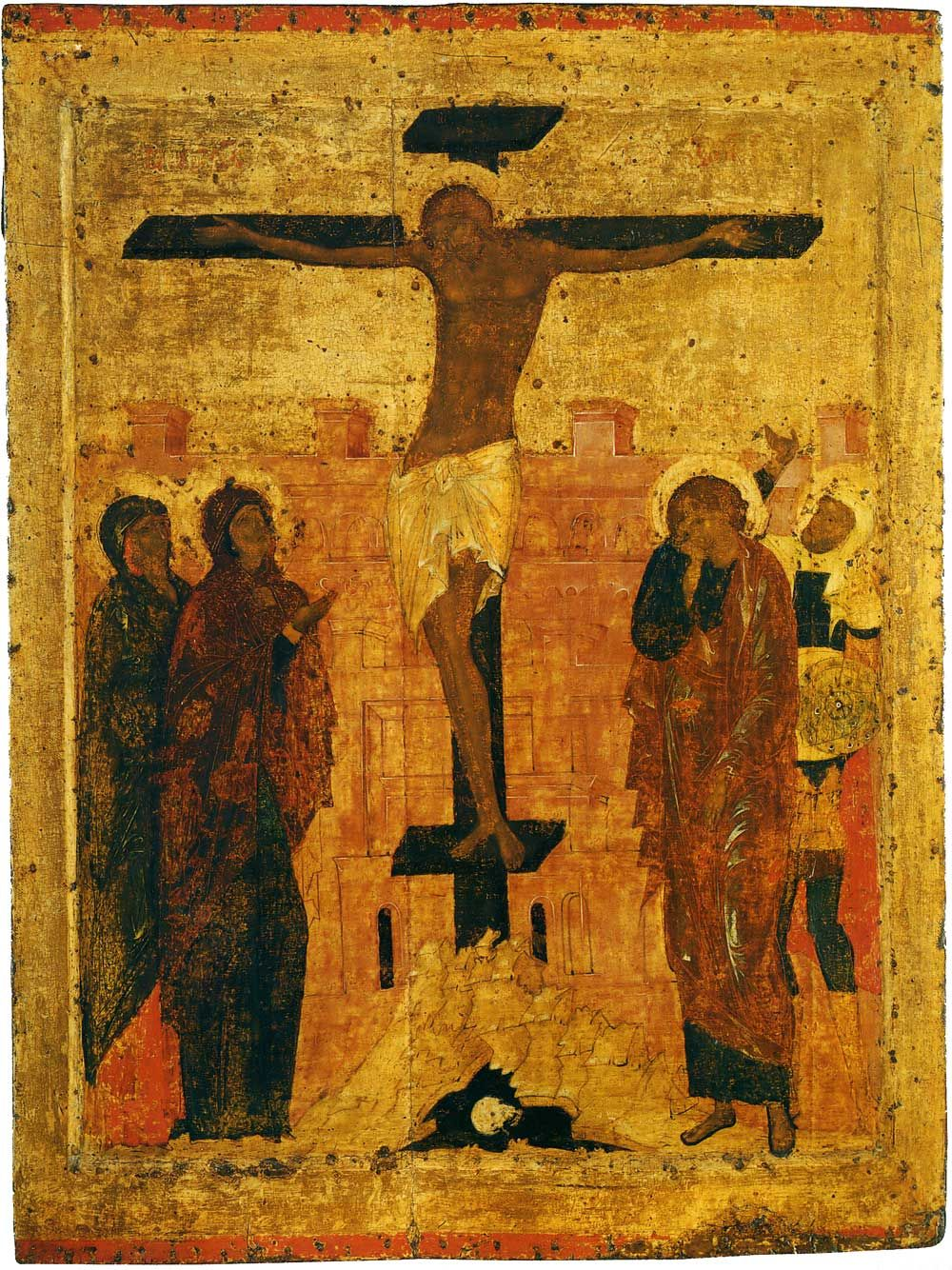
Crucificação, Catedral da Anunciação
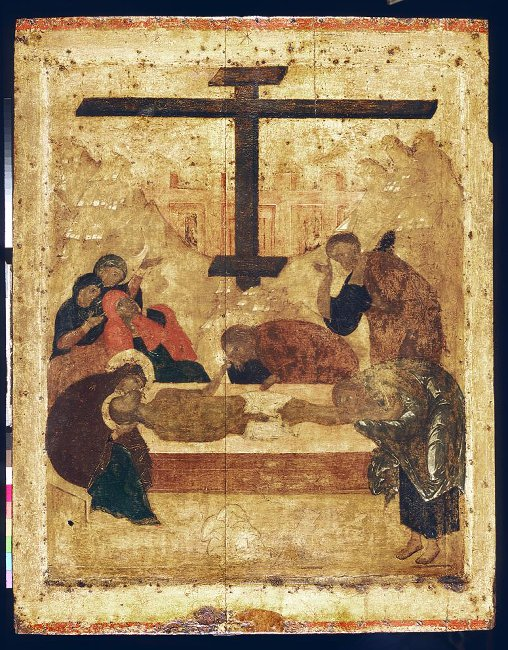
Enterro - Luto